# Полско диско
Полско диско (на полски: Disco polo) е популярен музикален жанр в Полша придобил известност в края на 1980-те и началото на 1990-те с връх в периода 1995-1997 г. Музиката произлиза от различните форми на Диско, Евро Диско, съвременни народни мелодии, повлияни от Итало диско и полски народни песни (основно тези изпълнявани по време на сватби и местни забави и празници).
Името на новия жанр е утвърдено от Славомир Скрета, участник в групата Blue Star в опит да промени наложеното до момента име piosenka chodnikowa (в превод тротоарна музика). Аналогията с последната идва от факта, че групата продава своите албуми по местните битаци и тротоарни щандове в началото на 1990-те. Полското диско е музиката, която се чува най-често из страната по време на местни забави, празненства, сватби както и по време на предизборни кампании за избор на президент и парламент. Бившият президент Александър Квашневски е един от най-забележителните примери за политик, който използва полското диско по време на срещите и митингите при своята кампания.
Полските народни инструменти постепенно са заменени от синтезатори, които до края на века са напълно заменени от тях. Това променя и неминуемо стила на пеене, което го доближава до съвременната денс музика. Полското диско е широко застъпено в ефира на телевизията Polsat, която продуцира и нови изпълнители и песни. Телевизията създава и специализирано предаване за тази музика, наречено Disco Relax. Постепенно обаче в края на десетилетието стилът бавно започва да губи известност.
Днес полското диско се възприема от населението на Полша като лековат в своята художествена стойност жанр. Често се приема и като провинциална музика. Въпреки това обаче той продължава да има своите почитатели особено сред хората на средна възраст.